# Knut Schäferdiek
Knut Schäferdiek (* 3. November 1930 in Köln; † 14. August 2010 in Lohmar) war ein deutscher evangelischer Theologe.
Knut Schäferdiek war ein Sohn des Schriftstellers Willi Schäferdiek. Sein akademischer Lehrer war der Kirchengeschichtler Wilhelm Schneemelcher, bei dem er 1958 promoviert wurde (Thema der Dissertation: Das Johannesverständnis des Theodor von Mopsuestia, ungedruckt) und sich 1966 habilitierte (Thema: Die Kirche in den Reichen der Westgoten und Suewen bis zur Errichtung der westgotischen katholischen Staatskirche; gedruckt Berlin 1967). Von 1979 bis 1996 wirkte er als ordentlicher Professor für Kirchengeschichte an der Evangelisch-theologischen Fakultät der Universität Bonn, wo er zuvor schon als Dozent und außerplanmäßiger Professor tätig gewesen war. Zu seinen akademischen Schülern gehörten u. a. Christoph Markschies, Winrich Löhr und Christian T. Petersen. 
Seine Arbeitsschwerpunkte waren alte und frühmittelalterliche Kirchengeschichte, insbesondere Christianisierungsgeschichte im Frühmittelalter und Geschichte des gotischen Arianismus. Als Fachberater schrieb und bearbeitet er zahlreiche Artikel der Theologischen Realenzyklopädie und des Reallexikons der Germanischen Altertumskunde. 1966–1981 war er Redakteur, 1981–2004 Mitherausgeber der Zeitschrift für Kirchengeschichte.

## Schriften
Von den zahlreichen Aufsätzen und Biographien sind die nachhaltigsten zusammengefasst in:
- Schwellenzeit. Beiträge zur Geschichte des Christentums in Spätantike und Frühmittelalter. Berlin u. a. 1996, ISBN 978-3110149685
- Der vermeintliche Arianismus der Ulfila-Bibel. Zum Umgang mit einem Stereotyp. In: Zeitschrift für antikes Christentum, Bd. 6 (2002), S. 320–329.
- Randwanderung. Erinnerungen eines Kirchenhistorikers. In: Dietrich Meyer (Hrsg.): Kirchengeschichte als Autobiographie 2. Bd.: Ein Blick in die Werkstatt zeitgenössischer Kirchenhistoriker (= Schriftenreihe des Vereins für Rheinische Kirchengeschichte. Band 154). Rheinland-Verlag, Köln 2002, S. 227–256.